# Кінний привод

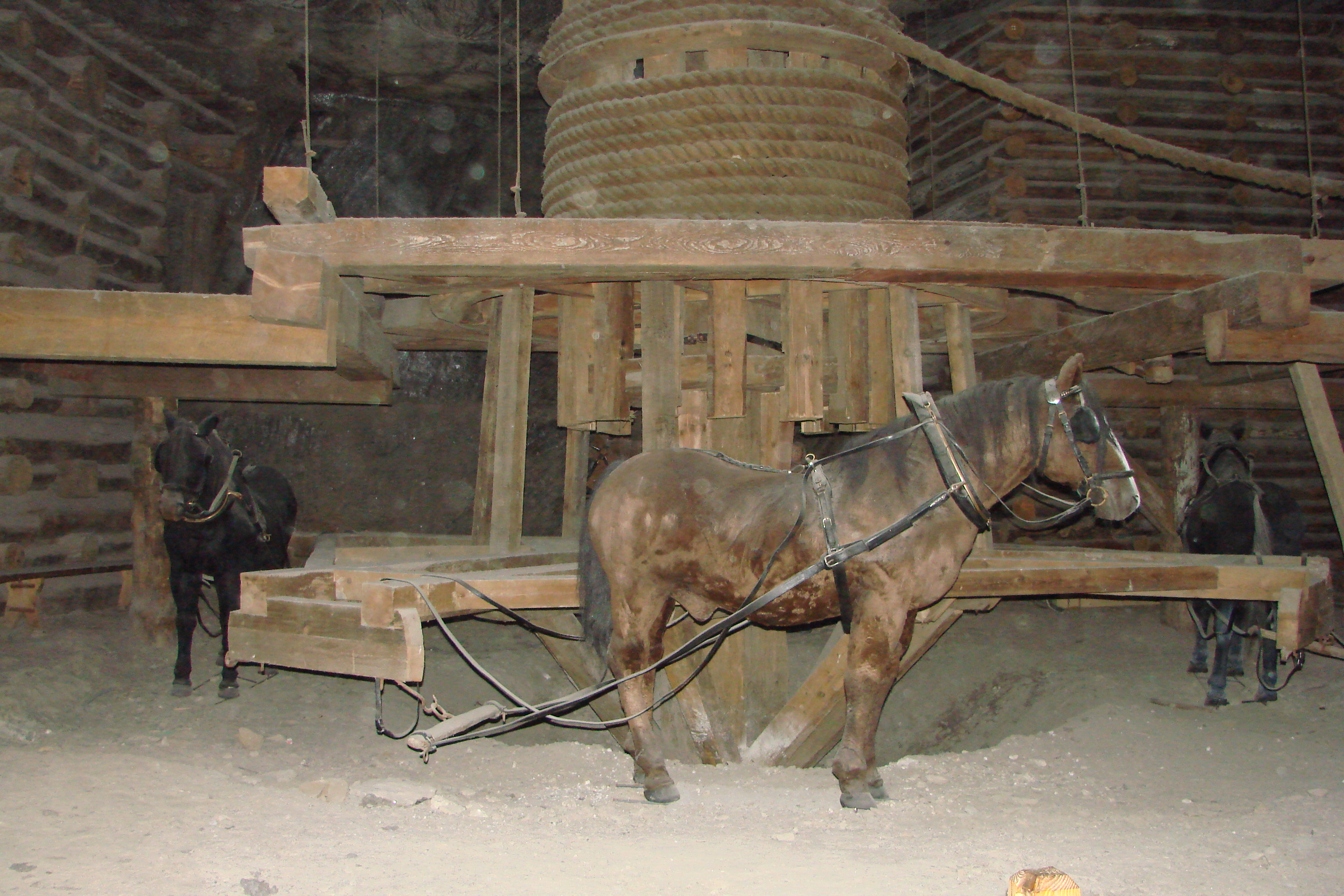
Стовповий кират на соляній копальні у Величці

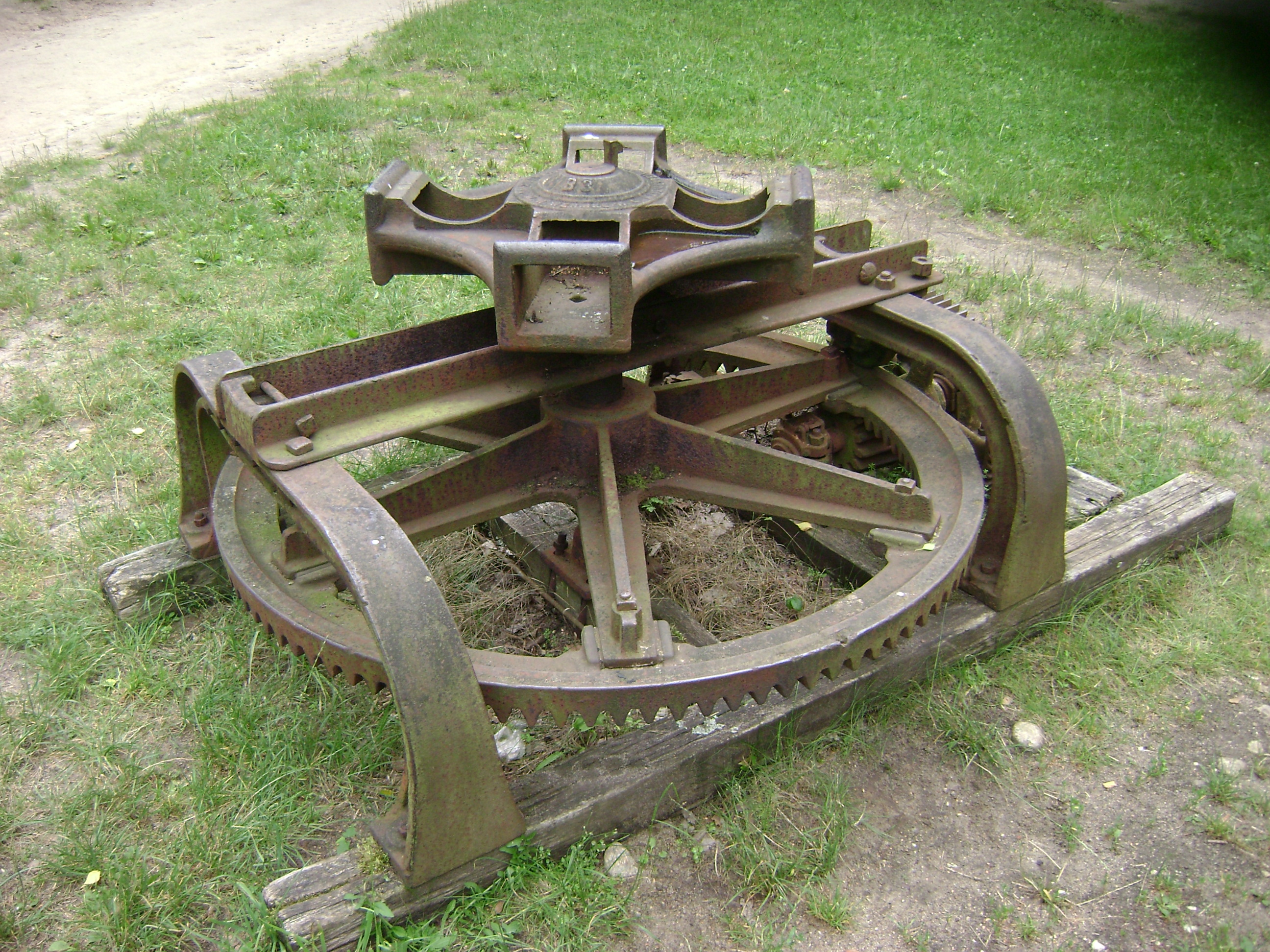
Лежачий кират

Кінний привод, також ки́ра́т, ке́ра́т (пол. kierat від нім. Kehrrad — «поворотне колесо») — устаткування для перенесення тяглової сили коней (або волів) до обертальних частин різних машин і механізмів. Належить до мускульних двигунів. Використовувався на млинах, січкарнях, молотарках, у чигирях, рудникових підйомах, судноплавстві (коноводні судна). У теперішній час майже не застосовується.

## Історія
Як вважається, млини (жорна) з урухомленням віслюками і конями винайдені в IV ст. до н. е. карфагенянами (можливо, у Сардинії). Два жорна з тваринним приводом, зроблені з червоної лави з Муларджі в карфагенській Сардинії, знайдені на затонулому в 375—350 р.р. до н. е. кораблі поблизу Майорки. Надалі такі млини потрапили до Сицилії, а в III ст. до н. е. — до Італії. Виникненню кінних млинів могло сприяти поширення на карфагенських свинцевих і срібних рудниках в Іспанії ручних млинів (відомих принаймні з VI ст. до н. е.). Сила коней або віслюків могла використовуватися і для обертання каменя в давньоримському «помпейському млині».

## Види
Залежно від особливостей приведення механізму в рух кирати можна розділити на дві групи: у перших тварини ходять по колу, обертаючи прив'язаним важелем колесо, в других вони ходять на місці, штовхаючи ногами рухому частину механізму.
Розрізняються два види киратів першої групи: стовпові і лежачі. Стовповий кират складався із зубчастих коліс, укріплених у стелі. Вал одного з цих коліс являв собою стовп, що обертався за допомогою горизонтального дерев'яного бруса-воротила («ви́рла»), до якого припрягалися два або один кінь. Іноді робили кілька воротил. Система зубчастих коліс приводила в рух шків, від якого робота передавалася приводним пасом. Лежачий кират весь поміщався в рамі, що лежала на підлозі або на землі. Він приводив в обертання вал, що йшов до проміжного привода зі шківом.

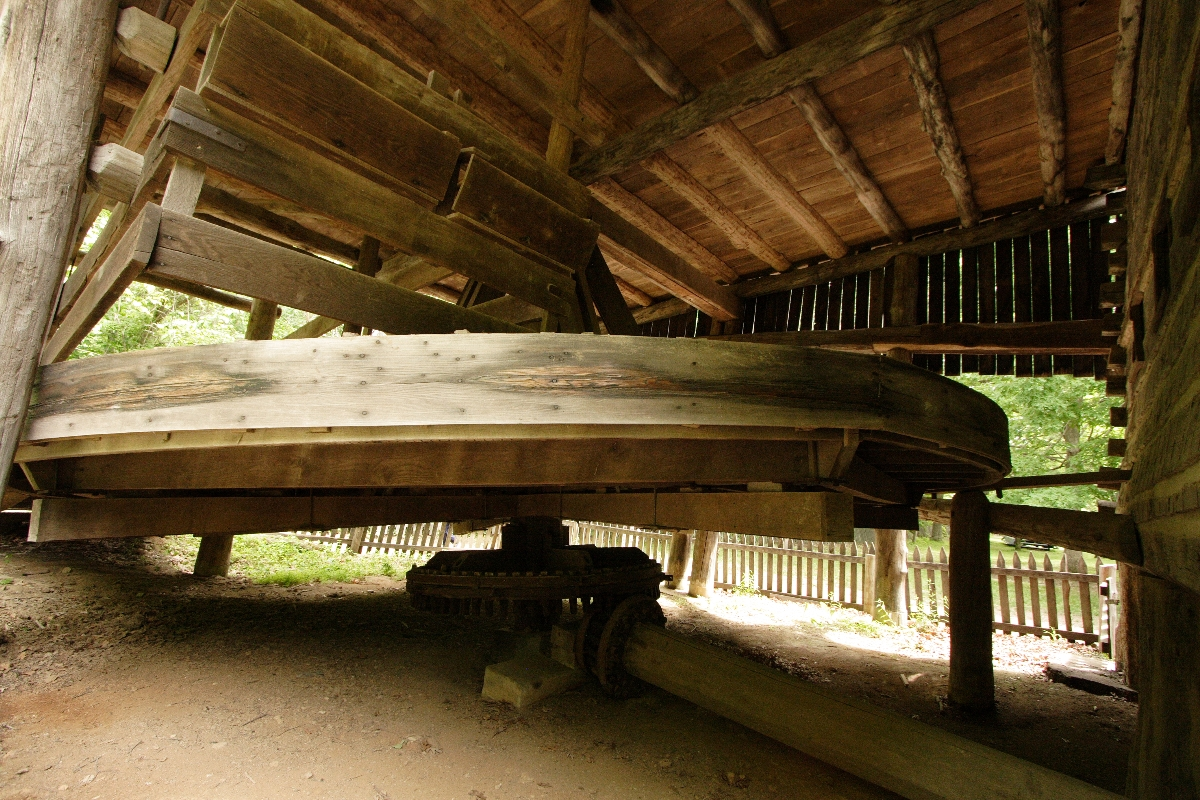
Кират для волів з обертовою платформою

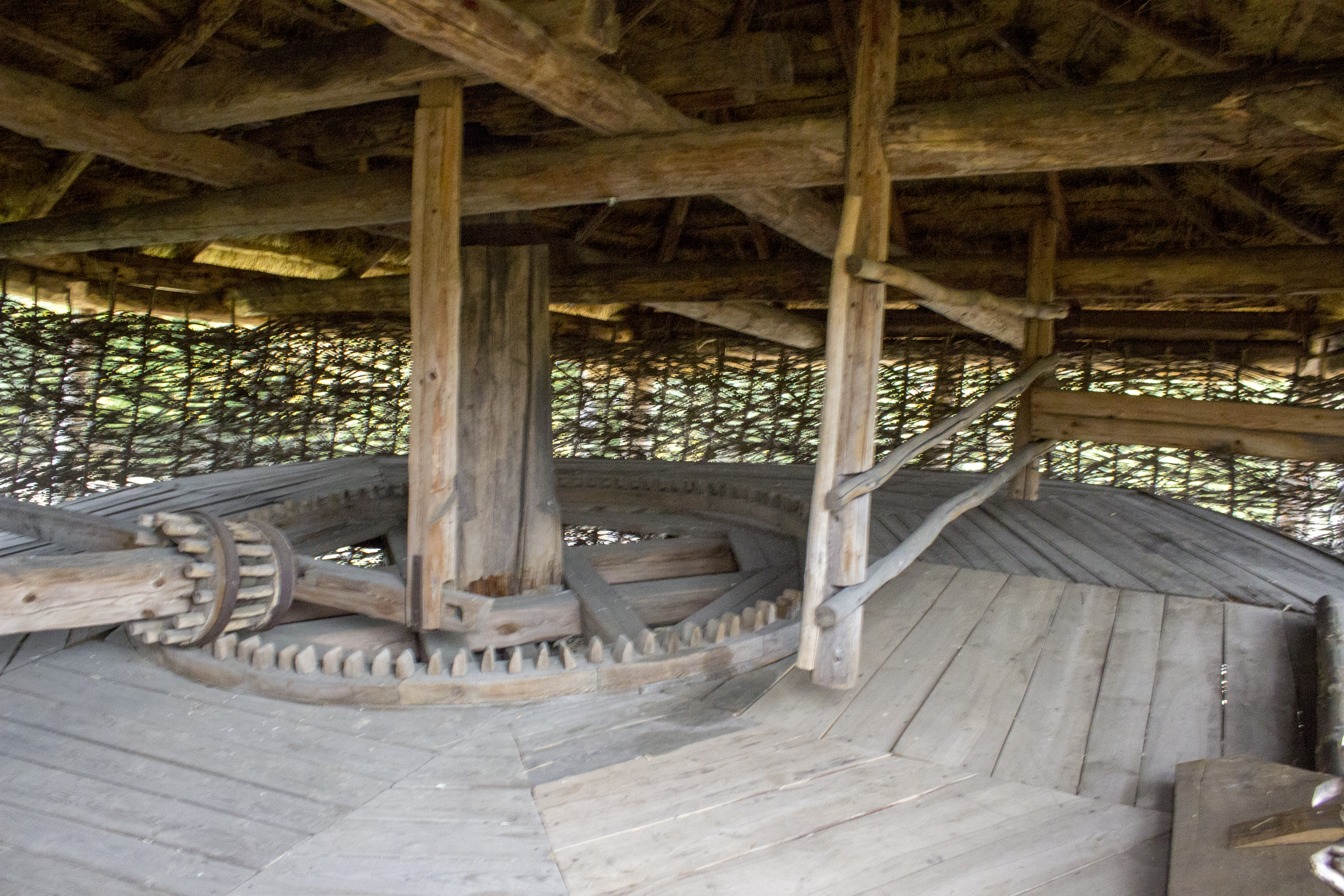
Крупорушка з обертовою платформою із села Архипівка. Музей у Пирогові.

Число повних обертів, які проходив кінь за хвилину, залежало від довжини воротила: тим більше, чим коротше воротило. Збільшення числа обертів проводилося за допомогою зубчастих коліс: наприклад, барабан молотарки робив зазвичай близько 900 оборотів на хвилину.

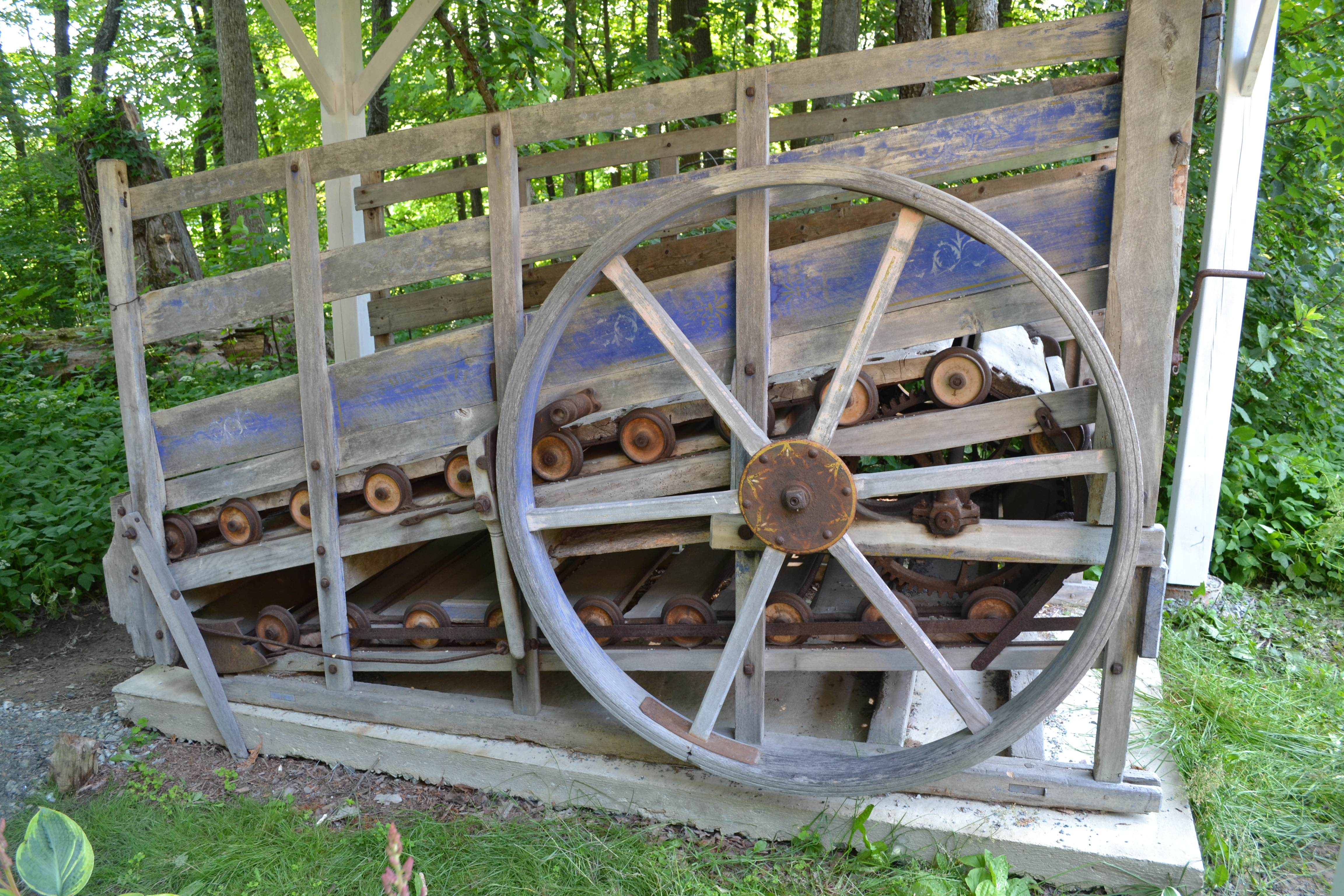
Лежачий кират у вигляді бігової доріжки

Тваринні приводи другої групи теж були двох видів: один у вигляді великого масивного обертового круга, по якому ходили тварини, другий — у вигляді безконечної широкої стрічки й працював як бігова доріжка.